# Baba Ana
Baba Ana – wieś w Rumunii, w okręgu Prahova, w gminie Baba Ana. W 2011 roku liczyła 1810 mieszkańców.